# Лавра
Ла́вра (грец. Λαύρα — «вулиця, провулок, ущелина») — назва деяких найбільших чоловічих православних монастирів, що мають особливе історичне та духовне значення. Лаврами можуть називатися також католицькі монастирі східних традицій (перш за все, греко-католицькі).

## Історія
Лаври з'явились в IV столітті в Палестині, як монастирі з певним устроєм чернечого життя, що передбачав спільний захист від кочівників, спільні богослужіння, але зберігав елементи відлюдницького життя.
З X столітті в Греції лаврами називають монастирі, які відіграють значну роль в духовному та політичному житті країни.
Пізніше в слов'янських країнах, Грузії та Румунії лаврами називають монастирі, що мають найбільший вплив на духовне життя цих країн.

## Лаври в різних країнах

### Україна
В Україні відповідний статус мають чотири монастирі:
- Києво-Печерська лавра, Київ (існує з 1051 року)
- Почаївська лавра, Почаїв, Тернопільська область (з 1833 року)
- Святогірська лавра, Святогірськ, Донецька область (перша згадка 1526 року, статус лаври з 2004 року)
- Унівська лавра студійського уставу (греко-католицька), Унів (з 1898 року)

### Росія
- Олександро-Невська лавра
- Троїце-Сергієва лавра

### Грузія
- Лавра Давид-Гареджі

### Польща
- Супрасльський Благовіщенський монастир

### Румунія
- Нямецька лавра

### Ізраїль
- Лавра Сави Освяченого

### Греція
- Велика лавра, Афон
- Агія-Лавра